# Lorius albidinucha
El lori nuquiblanco (Lorius albidinucha) una especie de ave psitaciforme de la familia Psittaculidae endémica de la isla de Nueva Irlanda, del archipiélago Bismarck. 

## Descripción
El lori nuquiblanco mide 26 cm de largo. Su plumaje es principalmente de color rojo, con la frente y el píleo negro y la nuca blanca. Sus alas son verdes con los hombros azules y tiene dos franjas amarillas transversales a ambos lados del cuello. Tiene las patas de color gris oscuro. Su pico es naranja rojizo y el iris de sus ojos es naranja amarillento.

## Distribución y hábitat
Se encuentra únicamente en las selvas húmedas de la isla de Nueva Irlanda, en el archipiélago Bismarck, perteneciente a Papúa Nueva Guinea. Ocupa los bosques principalmente entre los 500 y 2000 metros de altitud. Está amenazado por la pérdida de hábitat.

## Taxonomía
Fue descrito científicamente por Lionel Walter Rothschild y Ernst Hartert en 1924. No se reconocen subespecies diferenciadas.